# بنفش (ترانه هول)
«بنفش» (به انگلیسی: Violet) ترانه‌ای از گروهٔ موسیقی آلترناتیو راک هول می‌باشد که توسط خواننده و گیتاریست کورتنی لاو و گیتاریست اریک ارلندسون نوشته شده‌است. این ترانه در اواسط سال ۱۹۹۱ نوشته شد و و بین سال‌های ۱۹۹۱ تا ۱۹۹۲ در تورهای ابتدایی هول به صورت زنده اجرا می‌شد. این قطعه در نهایت به‌عنوان ترانهٔ آغازین دومین آلبوم استودیویی گروه تحت عنوان از این جان سالم به‌در ببر (۱۹۹۴) منتشر گردید. این اثر در سال ۱۹۹۵ به عنوان هفتمین تک‌آهنگ گروه و سومین تک‌آهنگ از آلبوم عرضه شد.
اشعار «بنفش» از رابطهٔ پرتنش لاو با بیلی کورگن خوانندهٔ اسمشینگ پامپکینز در سال ۱۹۹۰ الهام گرفته شده‌است. چندین منتقد و پژوهشگر، شباهت‌هایی میان اشعار ترانه و روابط لاو با کورگن و همچنین همسر مرحومش، کرت کوبین، مشاهده کرده‌اند. مضامینی چون بردگی جنسی، خشونت، خودتحقیرگری و تندخویی نیز در این ترانه به چشم می‌خورد، و برخی منتقدان، عناصر آن را با آثار بسی اسمیت و جنیس جاپلین مورد مقایسه قرار داده‌اند. جملهٔ «آسمان از آمتیست ساخته شده بود و کل ستارگان همچو ماهی‌های کوچک به نظر می‌رسیدند» احتمالاً به لحظه‌ای اشاره دارد که کسی ضربهٔ بدی می‌خورد، بیهوش می‌شود و ستاره‌ها می‌بیند.